# Houcine El Ouardi
Houcine El Ouardi (arabe : الحسين الوردي, berbère : ⵍⵃⵓⵙⵉⵏ ⵍⵡⵔⴷⵉ) est un médecin marocain, et homme politique, affilié au Parti du progrès et du socialisme.

## Origines et études
Houcine El Ouardi était  infirmier lorsqu'il suivait ses études de médecine. Il se spécialise par la suite en anesthésie-réanimation et en médecine d'urgence. Il devient ensuite professeur de la faculté de médecine de Casablanca puis Doyen de la faculté de médecine de Casablanca. Il est l'auteur de plusieurs publications et travaux de recherches sur la médecine d'urgence au Maroc.

## Parcours politique
Le 3 janvier 2012, il a été nommé ministre de la Santé dans le Gouvernement Benkiran I et a été maintenu dans cette fonction au sein du gouvernement Saad Dine El Otmani, pour être limogé par la suite par le roi Mohammed VI à la suite des contestations qui ont soulevé le nord du Maroc, et dont les protestataires mettent en avant la non exécution du programme de développement dédié à cette région.
Auparavant, depuis 2005, il occupait le poste de doyen de la Faculté de médecine et de pharmacie de Casablanca.

## Vie privée et familiale.
Houcine El Ouardi est marié et père d'une fille.